# ROH 언디나이어블
ROH 언다니어블은 링 오브 오너가 주관하던 월간 페이퍼뷰로 2007년 10월 6일에 녹화되어 2008년 1월 18일에 방영되었고 2007년 한 해에만 진행되었다.

## 결과

### 2007년
- 다크매치 1 : 알렉스 페인 & 어르니 오시리스가 레트 티튜스 & 미치 프랭클린에게 승리
- 다크매치 2 : 클라우디오 캐스터그놀리가 직쏘에게 승리
- 다크매치 3 : 노 리모스 콥스 (데이비 리쳐즈 & 락키 로메로)가 라시일런스 (맷 크로스 & 에릭 스티븐스)에게 승리
- 다크매치 4 : 니크로 부처가 제이 브리스코와의 애니띵 고스 경기에서 승리
- 에이지 오브 더 폴 (지미 제이콥스 & 타일러 블랙)이 벌쳐 스쿼드 (잭 에반스 & 러커스)에게 승리
- 데이지 헤이즈가 사라 델 레이에게 승리
- 브라이언 다니엘슨이 크리스 히어로에게 승리
- 헹맨 3 (아담 피어스 & BJ 휘트머 & 브렌트 얼브라잇)가 딜릴리어스 & 캐빈 스틴 & 엘 제네리코에게 승리
- 오스틴 에리즈가 로데릭 스트롱에게 승리
- 브리스코 형제 (제이 & 마크)가 노 리모스 콥스 (데이비 리쳐즈 & 락키 로메로)를 꺾고 RoH 월드 태그팀 타이틀 방어에 성공
- 나이젤 맥구이니스가 타케시 모리시마를 꺾고 RoH 월드 타이틀 방어에 성공